# Station Avenhorn
Station Avenhorn is het voormalige spoorwegstation van het dorp Avenhorn in Noord-Holland. In feite staat het in het naburige dorp Scharwoude aan de spoorlijn Zaandam - Enkhuizen. Het was geopend voor reizigersvervoer van 20 mei 1884 tot 1 november 1940.
Het stationsgebouw uit 1884 is van het standaardtype Hemmen. Het is ontworpen door M.A. van Wadenoijen. Het stationsgebouw en het bijbehorende toiletgebouwtje zijn rijksmonumenten.  